# Barnabas Kinyor
Barnabas Agui Kinyor (né le 3 août 1961) est un athlète kényan, spécialiste du 400 mètres haies.

## Biographie

### Palmarès
| Date | Compétition           | Lieu      | Résultat | Performance |
| ---- | --------------------- | --------- | -------- | ----------- |
| 1990 | Jeux du Commonwealth  | Auckland  | 7e       | 50 s 73     |
| 1993 | Championnats du monde | Stuttgart | 8e       | 49 s 23     |
| 1994 | Jeux du Commonwealth  | Victoria  | 3e       | 49 s 50     |

### Records
| Épreuve          | Performance | Lieu      | Date        |
| ---------------- | ----------- | --------- | ----------- |
| 400 mètres haies | 48 s 90     | Barcelone | 3 août 1992 |